# 와이먼-고든
와이먼-고든(Wyman-Gordon)은 복합 금속 부품을 설계하고 제조하는 회사이다. 1883년 직기용 크랭크축 제조업체로 설립되어, 특히 항공우주 산업을 위한 단조 금속 부품을 만드는 오랜 역사를 가지고 있다. 와이먼-고든은 Precision Castparts Corp.의 완전 소유 자회사이며, 텍사스주 휴스턴에 본사를 두고 있다. 5개국에 13개의 공장을 보유하고 있으며, 2012년 기준 약 2,500명의 직원을 고용하고 있다.
와이먼-고든은 2016년 1월 워렌 버핏의 버크셔 해서웨이가 PCC를 인수한 결과, 최종적으로 버크셔 해서웨이의 소유가 되었다.

## 역사

### 초창기

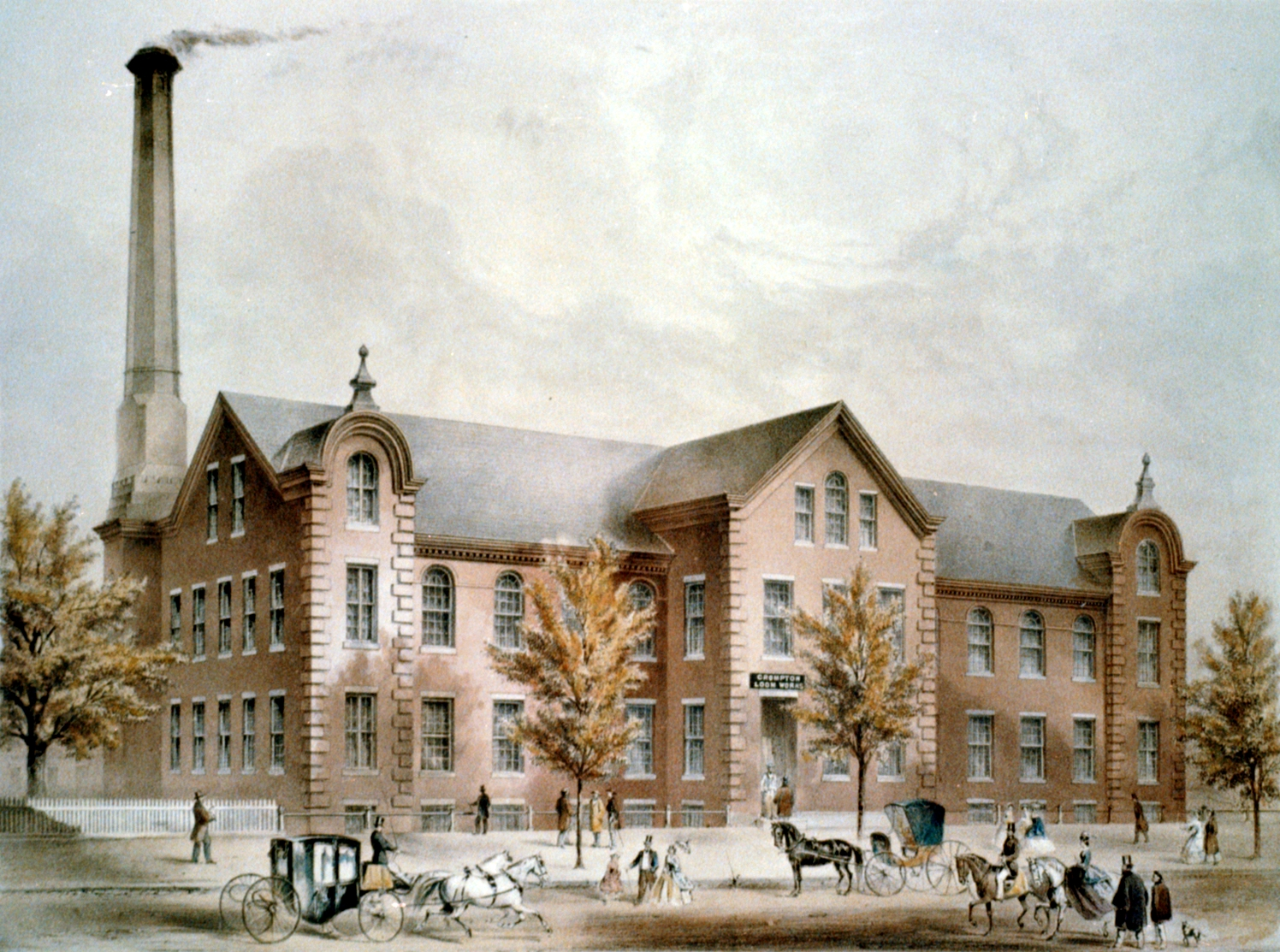
크롬프턴 룸 웍스는 우스터 (매사추세츠주)에 위치하며 와이먼과 고든의 신생 회사의 첫 고객이었다.

워체스터 드롭 단조 공장은 1883년 호레이스 와이먼과 라이먼 고든에 의해 우스터 (매사추세츠주)에 설립되었다. 이후 와이먼-고든 컴퍼니로 사명이 변경되었다.
이 회사는 작은 목재 공장 건물에서 8명으로 시작하여 직기용 크랭크축을 단금했다. 50마력 증기기관은 증기 해머와 다른 장비에 동력을 공급했다.
설립자들의 아버지는 모두 크롬프턴 룸 웍스의 관리자였으며, 아들들의 사업이 크랭크축과 권총 및 마이크로미터 부품 계약을 따내는 데 도움을 주었다.
회사는 초기 작업의 높은 품질로 명성을 얻었으며, 철도 회사로부터 자동 커플러 계약을, 자전거 제조업체로부터 사슬 톱니, 스핀들, 페달 계약을 따냈다.
1902년경부터는 새로 발명된 자동차 제조업체로부터 크랭크축 주문도 받기 시작했다.
호레이스 와이먼은 1905년에 사망하고 라이먼 고든은 1914년에 사망했다. 고든 사망 후 조지 F. 풀러 (1869–1962)가 회사 사장직을 계승했다.
풀러는 회계사로 회사에 합류했지만, 단조 금속 부품의 품질을 향상시키는 여러 가지 방법을 발명했다.
그의 리더십 아래 회사는 꾸준히 성장했다.

### 항공우주 산업과 함께 성장

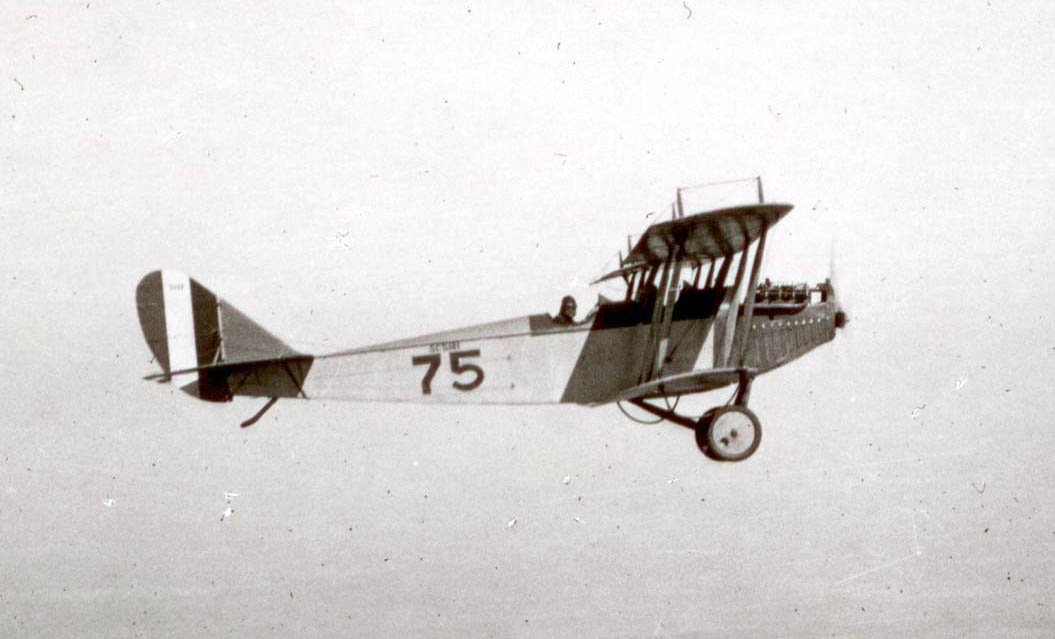
1차 세계 대전 (1918) 중 훈련 비행 중인 커티스 제니 (제니), 와이먼-고든 부품 사용

제1차 세계 대전이 발발하자, 미국 정부는 와이먼-고든과 계약을 맺고 90마력 커티스 제니 복엽기 엔진용 단조품을 공급하게 했다. 이어서 거의 모든 미국 군용 항공기용 기체 및 엔진 단조품을 생산하는 계약이 체결되었다. 와이먼-고든은 전쟁 후 상업 및 군용 항공기 제조업체와 긴밀한 관계를 유지하며 엔진, 크랭크축, 프로펠러, 기체 및 착륙 장치용 부품 생산량을 늘려갔다. 회사는 우스터 공장을 확장하고 하비 (일리노이주)에 새로운 공장을 열었다.
제2차 세계 대전(1939–1945) 동안 회사는 다시 확장하여 다양한 종류의 단조 부품을 항공기 제조업체에 공급했다. 전투에 투입된 모든 미국 항공기에는 와이먼-고든 부품이 포함되어 있었다.

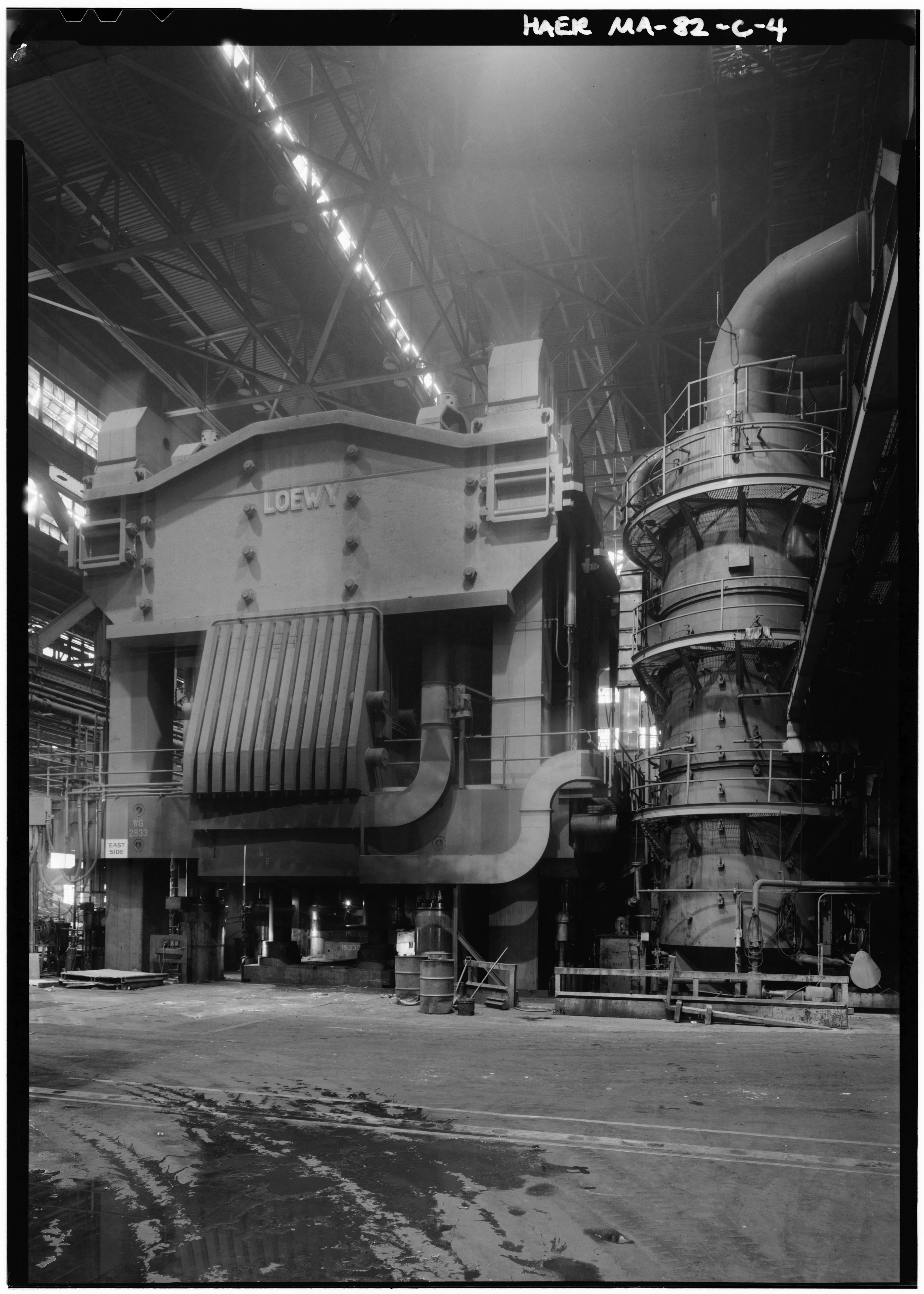
그라프턴 (매사추세츠주)에 있는 5만 톤 프레스, 1955년부터 사용

1944년, 와이먼-고든은 미국에서 가장 큰 18,000톤 클로즈드-다이 유압 프레스를 받기로 선정되었다. 전시 생산 위원회는 포획된 항공기에서 독일이 미국 기술자들이 생각했던 것보다 더 큰 프레스를 가지고 있었으며, 그 장비를 사용하여 경량 마그네슘으로 대형 항공기 부품을 단조하고 있다는 사실을 발견했다. 미국에서 이러한 능력을 재현하고자, 전시 생산 위원회는 피츠버그의 메스타 머신 컴퍼니와 계약하여 와이먼-고든이 운영할 새로운 대형 프레스를 제작하도록 했다. 새로운 공장은 프레스 주변에 노스 그라프턴 (매사추세츠주)에 건설되었으며, 1946년 전쟁 후 완공되었다.
제2차 세계 대전 이후 제트 엔진의 도입은 요구사항의 급격한 변화를 가져왔다. 이는 더 적은 수의 단조품을 요구했지만, 지금까지 만들어진 어떤 것보다 더 크고, 가볍고, 강하며, 열에 더 잘 견디는 단조품을 요구했다. 와이먼-고든이 생산한 새로운 부품들은 훨씬 더 높은 가치를 지녔으며, 감소된 수량을 보상했다.
6.25 전쟁은 새로운 항공기에 대한 수요를 자극했고, 노스 그라프턴 프레스가 만들 수 있는 것보다 훨씬 더 큰 부품을 요구했다. 1951년, 35,000톤의 힘을 가진 프레스 하나와 50,000톤의 힘을 가진 다른 프레스 두 대를 갖춘 공장 건설이 시작되어 1955년에 문을 열었다. 50,000톤 프레스는 당시 세계에서 가장 큰 기계로, 높이가 10 층이었고 기초는 암반 속으로 100 ft (30 m) 깊이 파고들어 있었다. 1983년, 미국 기계 공학회는 노스 그라프턴의 50,000톤 단조 프레스를 국가 역사 기계 공학 랜드마크로 지정했다.
와이먼-고든은 티타늄 단조의 선구자였으며, 첫 주요 용도는 프랫 & 휘트니 엔진의 압축기 디스크였다. 웨스팅하우스와 제너럴 일렉트릭도 이 회사의 티타늄 단조품을 사용했으며, 그 제품은 LGM-30 미니트맨 미사일 엔진을 만드는 데 사용되었다. 1960년대와 1970년대에는 베트남 전쟁으로 인한 군사 수요와 상업용 민간 항공기 제조업체의 증가하는 수요로 인해 수요가 계속 증가했다. 보잉 747 착륙 장치의 지지 빔은 과거에 만들어진 어떤 폐쇄 다이 티타늄 단조품보다도 컸다.
1980년, 와이먼-고든은 심각한 티타늄 부족 사태를 겪어 수백 가지 종류의 항공기 주문을 이행하는 데 어려움을 겪었다. 1980년대 초, 회사는 인터내셔널 티타늄을 인수했는데, 이 회사는 모지스레이크에 기반을 두고 있었고, 인터내셔널 티타늄이 티타늄 스펀지를 생산할 최첨단 시설을 건설했으며, 밀버리 (매사추세츠주)에 스펀지를 다른 금속과 합금할 새로운 시설을 건설했다. 회사가 이제 공급망을 완전히 통제하게 되면서 고객들은 와이먼-고든의 납품 능력에 대해 더 확신하게 되었고, 이는 주문 증가로 이어졌다.

### 다른 측면
해리 G. 스토다드는 1911년 와이먼-고든의 부사장이 되었고 1931년 사장으로 임명되었다. 그는 또한 은행업에 관심을 가졌고 우스터 텔레그램의 부분 소유주였다.
그의 아들 로버트 워링 스토다드는 1929년 회사에 합류하여 1955년 해리 G. 스토다드의 뒤를 이어 사장이 되었고, 1967년 회장으로 선출될 때까지 그 직책을 유지했다. 그는 우익 반공산주의 단체인 존 버치 협회의 설립자 중 한 명이었다.
스토다드는 인종 차별을 불법으로 규정하는 1964년 민권법에 반대했다. 1964년, 회사는 흑인 노동자를 청소부로만 고용했다. 애비 호프먼은 우스터 공장 시위를 주도한 시민권 운동가 단체의 언론 담당자였다. 나중에 그들은 매사추세츠 차별 반대 위원회와 미 공군에 청원서를 제출했다. 그해 7월 회사는 고용 관행을 변경하는 데 동의했다.
1970년대 후반까지도 와이먼-고든은 자동차 단조 분야의 주요 업체였다. 이 시장에서 국제 경쟁이 심화되면서 회사는 항공우주 분야에 집중하기로 결정했다.
합작 투자 회사인 와이먼-고든 인도는 1962년 2월에 상장되었다.
1964년, 와이먼-고든 인도는 마힌드라 & 마힌드라가 제조하는 인도산 지프용 단조강 크랭크축 및 기타 부품의 대량 생산을 시작했다. 이는 인도에서 크랭크축이 생산된 최초의 사례였다.
이후 회사는 WG 포지 & 얼라이드 인더스트리즈 리미티드로 사명을 변경했다.
장기적으로 이 회사는 성공하지 못했다. 산업 및 금융 재건 위원회에 회부되어 재건을 시도했지만 성공하지 못했다.
1992년에는 청산 절차에 들어갔다.

### 어려움과 인수

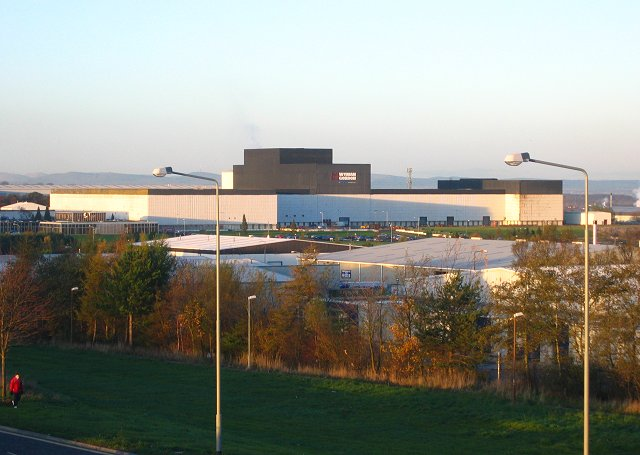
와이먼-고든 공장, 휴스턴 산업단지, 웨스트로디언, 스코틀랜드

1980년대 후반, 냉전이 끝나면서 군용 부품 수요가 감소했고, 상업용 항공기 부품 수요도 줄어들었다. 1993년까지 항공우주 산업은 1980년대 중반 규모의 60%에 불과했다. 와이먼-고든은 직원을 해고해야 했다.
재정적 어려움에도 불구하고 1992년 3월, 회사는 프랫 & 휘트니와 퍼스에 기반을 둔 웨스턴 에어로스페이스와 합작 투자하여 웨스턴 오스트레일리아 스페셜티 얼로이스를 설립한다고 발표했다. 새로운 회사는 퍼스 근처 캐닝 베일에 있는 신설 공장에서 호주 광석을 니켈 기반의 초합금으로 가공할 예정이었다. 이 합금은 (제트 엔진과 같은) 극한의 열을 견딜 수 있도록 설계되었으며 매우 내구성이 강하다.
와이먼-고든은 또한 PFI 투자 주조 시설(1988), 아우드 투자 주조 시설(1990), 캐머런 포지(1994)를 인수했다.

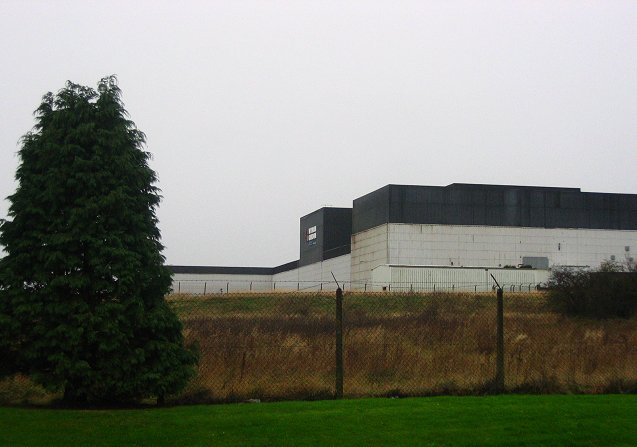
웨스트로디언 대부분 지역에서 볼 수 있는 거대한 건물의 또 다른 모습

1999년 5월, Precision Castparts Corporation은 와이먼-고든을 7억 2100만 달러에 인수하고 1억 400만 달러의 부채를 떠맡기로 합의했다. 통합된 회사는 항공기 엔진용 주조품과 단조품을 모두 공급할 수 있게 될 것이었다.
이 인수는 잠재적으로 업계 내 경쟁을 감소시킬 수 있었다.
연방거래위원회의 승인을 얻기 위해 PCC는 와이먼-고든의 두 주조 공장 중 하나인 오리건주 올버니와 코네티컷주 그로턴의 공장을 매각해야 했다.
인수는 2000년 1월 12일에 완료되었다.
적어도 단기적으로는 와이먼-고든이 별도의 정체성을 유지할 계획이었다.

### 최근 연혁
2000년 4월, PCC는 와이먼-고든의 뉴욕주 버펄로에 있는 파이프 제조 공장을 폐쇄한다고 발표했다.
12,000톤 압출 프레스는 휴스턴의 와이먼-고든 시설로 이전될 예정이었다.
한 공장으로 생산을 통합함으로써 회사는 비용을 절감하고 생산 주기를 단축할 수 있었다.
와이먼-고든은 2000년 5월 유나이티드 엔지니어링 포징스의 UEF 항공우주 부문을 2,200만 파운드에 인수했으며, 새로운 자회사를 와이먼 고든 링컨이라고 명명했다.
링컨 (링컨셔주)에 기반을 둔 이 부문은 단조 엔진 디스크, 엔진 샤프트, 기체 및 착륙 장치 부품을 만든다.
주요 고객은 롤스로이스이다.
2000년, 와이먼-고든은 체코 공화국 플젠에 제조 시설을 건설했다.
5,400 m2 (58,000 ft2) 규모의 이 공장은 발전 및 항공우주 산업용 티타늄, 니켈, 강철 합금 회전 부품을 생산하며,
침수 초음파를 사용하여 제품을 테스트한다.
2000년 12월, 와이먼-고든은 1919년 조셉 F. 라이스에 의해 설립된 드롭 다이즈 앤 포징 컴퍼니를 인수했다.
2011년 1월, 와이먼-고든이 바라트 중전기와 인도에서 보일러 튜브를 제조하는 합작 투자에 관심을 표명했다는 보도가 있었다.
와이먼-고든은 해양, 항공우주, 전력, 연료, 건설 산업에 서비스를 제공한다. 휴스턴에 있는 35,000톤 프레스와 리빙스턴에 있는 30,000톤 프레스를 포함하여 세계 최대 규모의 단조 및 압출 프레스를 사용하며, 맞춤 제작된 다이와 함께 다양한 복합 부품을 생산한다. 그 공장들은 강철, 티타늄, 니켈 기반 재료 등을 처리한다.

## 같이 보기
- 중형 프레스 프로그램